# Tercera crisis del estrecho de Taiwán
La tercera crisis del estrecho de Taiwán se refiere al conflicto armado ocurrido en ese estrecho por tercera vez en el siglo XX. Concretamente, este se sitúa a finales de la centuria, y tuvo lugar entre los años 1995 y 1996.
La crisis ocurrió debido a que la República Popular China, siguiendo su política de «Una sola China», dirigió una primera tanda de misiles balísticos contra la República de China como aviso y demostración de poder, más tarde una segunda tanda sería lanzada a comienzos del año siguiente, en 1996.

## El Conflicto

### Antecedentes
La República Popular China, fundada tras la victoria comunista de 1949 en la guerra civil china, se considera la heredera política de la anterior República de China, y por tanto ve a la actual República de China como un desafío hacia este estatus, cosa que demuestra al considerarla una provincia china y en que para ellos el conflicto vino por la "intención de Lee Teng-hui de independizar este territorio".
Igualmente, la actual República de China se considera la continuación de la anterior República de China derrotada en 1949, ya que su gobierno fue la continuación del anterior, por lo que crea un clima de inestabilidad entre Pekín y Taipéi.

### El choque militar
Al considerar la República Popular China los viajes del presidente Lee y los tratados que éste hacía como una "traición" hacia China (entendida como la República Popular China) hicieron una "respuesta" militar en contra de la República de China.
Los Estados Unidos, a su vez, hicieron una "contra-respuesta" militar contra la República Popular China, en favor de la República de China, haciendo el mayor despliegue militar en Asia de toda su historia.
Durante casi todo el conflicto las únicas preocupaciones de la República de China fueron la ocupación de alguna de sus islas menores por parte de la República Popular China, ya que debido al enorme despliegue de medios militares por parte de la China Continental y EE. UU. los combates se quedaron en un estado de gran tensión, pero sin llegar a consumarse.